# کفشک ریمو
کفشک ریمو (نام علمی: Oncopterus darwinii) نام یک گونه از راسته کفشک‌ماهی است.